# علاءالدین بن راشد
علاءالدین بن راشد (انگلیسی: Allaedine Berrached؛ زادهٔ ۳۱ ژانویهٔ ۱۹۹۴) بازیکن هندبال اهل قطر است.